# Pensiamoci ogni sera
Pensiamoci ogni sera è un album in studio della cantante franco-italiana Dalida, pubblicato nel 1966.
La canzone che dà il titolo all'album venne registrata da Dalida anche in versione francese, sempre nel 1966, con il titolo Rendez-vous chaque soir, ma venne pubblicata soltanto postuma nell’album Dalida mon Amour del 1989.

## Tracce
Lato A
1. Pensiamoci ogni sera
2. La danza di Zorba
3. Devo imparare
4. Il sole muore
5. El Cordobés
6. Ascoltami

Lato B
1. Il silenzio
2. Flamenco
3. Va da lei
4. Questo amore è per sempre
5. Toi pardonne-moi
6. Un grosso scandalo